# Kittrell
Kittrell est une ville américaine située dans le comté de Vance dans l'État de Caroline du Nord. En 2010, sa population était de 467 habitants.

## Démographie
| 1890 | 1900 | 1910 | 1920 | 1930 | 1940 |
| ---- | ---- | ---- | ---- | ---- | ---- |
| 317  | 168  | 242  | 223  | 220  | 184  |

| 1950 | 1960 | 1970 | 1980 | 1990 | 2000 |
| ---- | ---- | ---- | ---- | ---- | ---- |
| 189  | 121  | 427  | 225  | 228  | 148  |

| 2010 | - | - | - | - | - |
| ---- | - | - | - | - | - |
| 467  | - | - | - | - | - |

## Source de la traduction
- (en) Cet article est partiellement ou en totalité issu de l’article de Wikipédia en anglais intitulé « Kittrell, North Carolina » (voir la liste des auteurs).